# Namíbiai tokó
A namíbiai tokó vagy Monteir-tokó (Tockus monteiri) a madarak osztályának a szarvascsőrűmadár-alakúak (Bucerotiformes) rendjéhez, ezen belül a szarvascsőrűmadár-félék (Bucerotidae) családjához tartozó faj.

## Előfordulása
Angola és Namíbia területén honos.

## Megjelenése
Testhossza 54–58 centiméter. A tojó kisebb mint a hím.

## Életmódja
A többi szarvascsőrű fajjal ellentétben, amelyek mindenevők, ez a faj csak kizárólag rovarokkal és kis ízeltlábúakkal táplálkozik.

## Szaporodása
Fészkét faodúba készíti. Fészekalja 3–5 tojásból áll, melyen 45 napig kotlik.